# 蒲河站
蒲河站（日语：／ Kamaga eki */?）是位於長崎縣南島原市有家町蒲河549番2號，島原鐵道島原鐵道線的已停用車站。

## 歷史
- 1932年（昭和7年）11月15日 - 口之津鐵道停留場啟用。
- 1943年（昭和18年）7月1日 - 公司合併，成為島原鐵道車站。
- 1987年（昭和62年）6月 - 新車站大樓建成[1]
- 2008年（平成20年）4月1日 - 隨著島原外港站至加津佐站之間廢止，此站也永久停用。

## 車站構造
此站是地面車站，設有1面1線的單式月台。此站是無人車站。

## 車站周邊
車站對出北邊設有單車停泊處，南邊設有糖果店。車站附近較多住宅。遠處設有超級市場。
- 南島原市立蒲河小學（日语：南島原市立蒲河小学校）
- 南島原市立有家中學（日语：南島原市立有家中学校）
- 國道251號（日语：国道251号）

## 使用狀況
在此站最後的一個營業年度（2007年度），一年總乘車人次為6,332人，下車人次為5,839人。
以下為一年總乘車人次和下車人次變化。
| 年度               | 一年總 乘車人次 | 一年總 下車人次 |
| ------------------ | --------------- | --------------- |
| 1997年（平成09年） | 8,765           | 8,538           |
| 1998年（平成10年） | 11,867          | 11,723          |
| 1999年（平成11年） | 11,953          | 11,615          |
| 2000年（平成12年） | 10,073          | 9,603           |
| 2001年（平成13年） | 8,594           | 7,529           |
| 2002年（平成14年） | 8,763           | 7,797           |
| 2003年（平成15年） | 8,139           | 7,760           |
| 2004年（平成16年） | 7,706           | 7,065           |
| 2005年（平成17年） | 6,583           | 6,022           |
| 2006年（平成18年） | 5,610           | 4,689           |
| 2007年（平成19年） | 6,332           | 5,839           |

## 相鄰車站
島原鐵道
島原鐵道線
堂崎－蒲河－有家

## 注腳
1. ↑  《島原鐵道100年史》島原鐵道，2008年，141頁
2. ↑  第56版（平成21年）長崎統計年鑑 （页面存档备份，存于）（日語） - 長崎縣
3. ↑  長崎縣統計年鑑  （页面存档备份，存于）（日語）